# Всесвіти: сходи безкінечностей
Всесвіти: сходи безкінечностей (рос. Вселенные: ступени безконечностей) — книга російськомовного ізраїльського фантаста і астрофізика Павла Амнуеля. Представляє собою квазінаукову «монографію», в якій ідея багатосвіття (рос. многомирие), що побудована на основі багатосвітової інтерпретації Еверетта, подана як реально існуюча буденна реальність. Вперше опублікована в 2015 році, проте згідно авторського задуму книга є монографією, виданою через 100 років після того, як Г'ю Еверетт видав свою дисертаційну роботу — в 2057 році.
Книга номінувалась на премії «Нові горизонти» (2015, роман-«монографія», за рукописом) та «Інтерпресскон» (2016, критика / публіцистика). Лауреат Бєляєвської премії (2021, номінація «Спеціальна премія журі»).

## Огляд
Станом на 2057 рік евереттика визнана не лише науковим співтовариством, але й стала невід'ємною частиною побутового життя більшості жителів Землі. У тому чи іншому вигляді люди стикаються з фактом існування паралельних всесвітів. «Склейки» — перемички між майже ідентичними світами, а також наявність свідомості спостерігача, яка розгалужує світи, дозволяє індивіду мандрувати між ними.
В 2050-х психологія в традиційному розумінні давно віджила себе. Фізична психологія (наука про вплив свідомості на багатосвіття) стала науковим мейнстрімом і в той же час дуже практичною річчю. Крім того, зростає кількість галузей, де застосовуються відкриті раніше ефекти — евереттична медицина, евереттична криміналістика, космічний туризм та ін. Значення штучного інтелекту зійшло нанівець у 2030-х, натомість було винайдено квантовий комп'ютер.

## Стилістика
Книга відтворює структуру типової наукової монографії. Робота містить довідковий апарат, бібліографічні посилання, а також персоналії вчених. Посилання на наукові праці до 2020 року у другому доповненому виданні книги — справжні, всі посилання після 2020 року — фантастичні.
У книзі поряд з «науковим» текстом задля ілюстрації того чи іншого положення нерідко цитуються фрагменти з фантастичних творів Павла Амнуеля.

## Видання
- Амнуэль П. Вселенные: ступени безконечностей. — Иерусалим: Млечный Путь, 2057. — 458 с. — ISBN 978-1503229808 [Архівовано 18 вересня 2021 у Wayback Machine.][4].
- Амнуэль П. Вселенные: ступени безконечностей. — М.: Товарищество научных изданий КМК, 2020. — 360 с. — ISBN: 978-5-907213-77-7 [Архівовано 18 вересня 2021 у Wayback Machine.]